# Novo-Ogaryovo

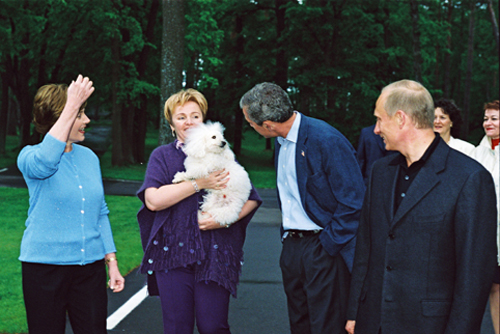
Vladimir Putin e sua então esposa Lyudmila com o presidente dos EUA George W. Bush e sua esposa Laura em Novo-Ogaryovo em 24 de maio de 2002

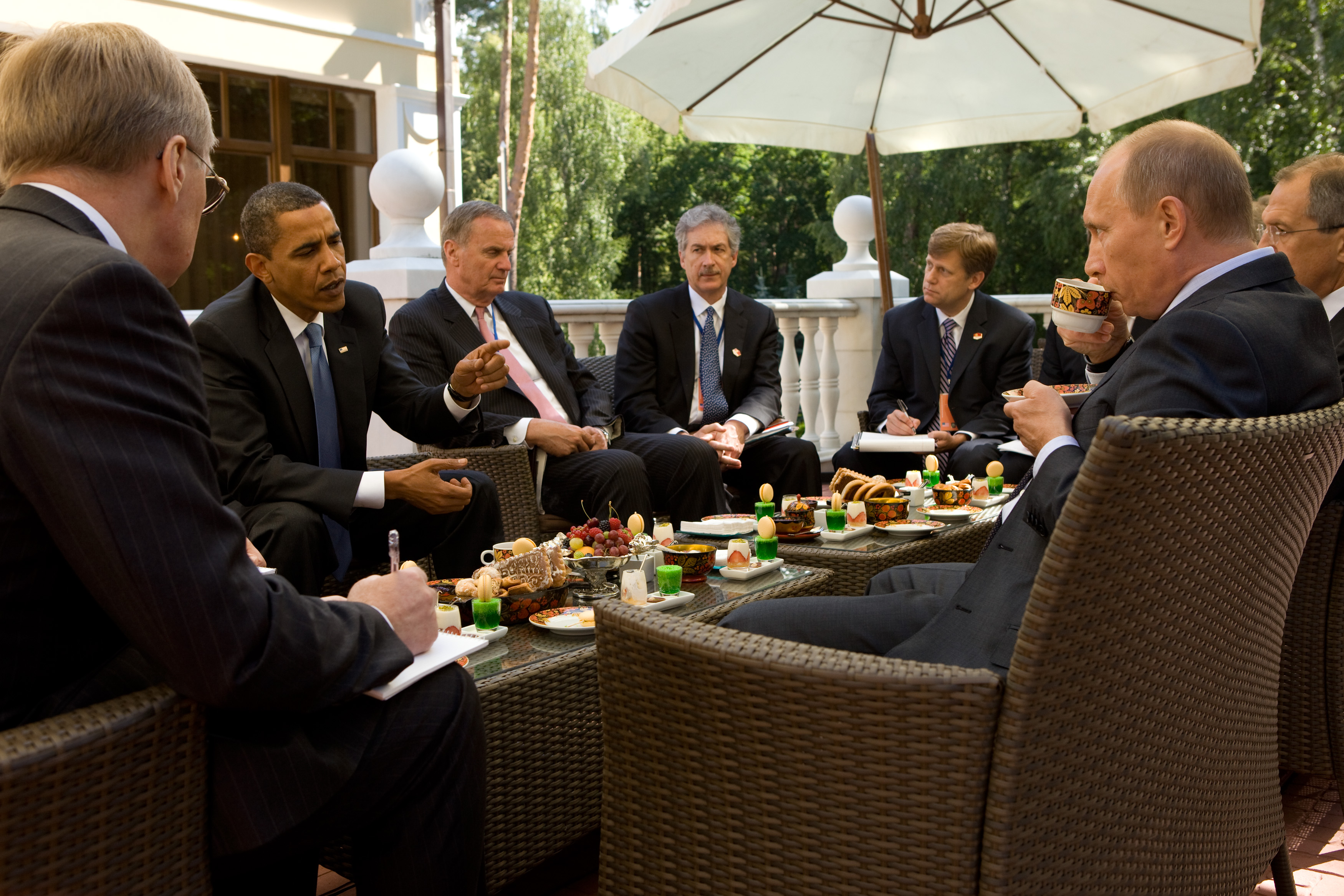
Barack Obama e Vladimir Putin em Novo-Ogaryovo em 7 de julho de 2009

Novo-Ogaryovo (em russo:  Ново-Огарёво), também transliterado como Novo-Ogarevo, é uma propriedade no distrito de Odintsovsky do Oblast de Moscou, localizada na rodovia Rublyovo-Uspenskoye, a oeste da cidade de Moscou. Funciona como residência suburbana do Presidente da Rússia, oficialmente reconhecida como tal em 2000, embora, ao longo do segundo mandato do Presidente Vladimir Putin, ele tenha passado progressivamente mais tempo em Novo-Ogaryovo, tanto que foi denominada não oficialmente a residência de facto do chefe de estado.

## História
Novo-Ogaryovo foi construída na primeira metade da década de 1950 sobre as fundações de uma villa do século XIX, a pedido de Georgy Malenkov, segundo projeto de sua filha arquiteta. As obras de construção estavam em andamento quando Malenkov foi destituído de seu cargo de primeiro-ministro da União Soviética em 1955, e o local foi então usado como gosdacha, uma "dacha estatal", ou retiro de férias para hospedar convidados, para recepções e como um local de trabalho para vários comitês governamentais.
Desde 1991, Novo-Ogaryovo foi reservada como residência do governo, em grande parte não utilizada até que o presidente russo Vladimir Putin (no cargo desde 31 de dezembro de 1999) a renovou em 2000. Um muro de seis metros de altura circunda a residência presidencial.
Em outubro de 2012, Putin anunciou sua intenção de trabalhar em Novo-Ogaryovo para evitar deslocamentos para Moscou, devido ao extenso congestionamento de tráfego da cidade.